# Mahogany Rush

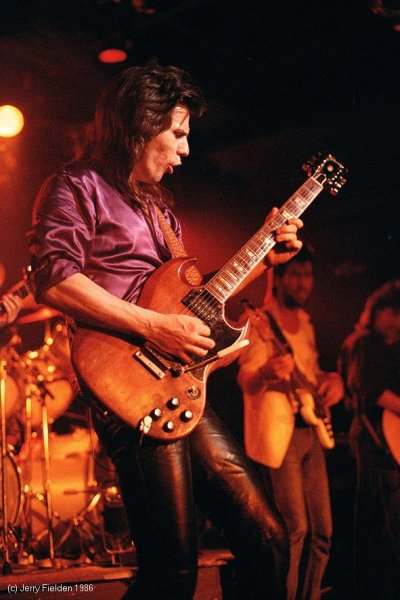
Frank Marino

I Mahogany Rush sono un gruppo rock canadese originario di Montréal guidato dal chitarrista Frank Marino.
Il gruppo nato nel 1970 come quintetto, con Paul Harwood al basso, Jimmy Ayoub alla batteria, Phil Bech al piano e Johnny McDiarmid raggiunse il suo picco di popolarità negli anni settanta quando partecipò al festival California Jam II accanto ad artisti come Aerosmith, Ted Nugent e Heart.
Il gruppo è conosciuto soprattutto per lo stile chitarristico di Marino che ricorda quello di Jimi Hendrix.
Dopo vari cambi di formazione il gruppo per un breve periodo cambiò nome in  Frank Marino & The Mahogany Rush. Dopo l'uscita anche di Ayoub nel 1982 Marino proseguì come solista accompagnato da un gruppo di supporto.

## Formazione

### Formazione attuale
- Frank Marino - voce, chitarra, tastiere (1970–)
- Peter Dowse - basso (1990–)
- Mick Layne - chitarra (2000–)
- Josh Trago - batteria (2004–)

### Ex componenti
- Paul Harwood - basso (1970-1982)
- Jimmy Ayoub - batteria, percussioni (1970-1982)
- Phil Bech - piano (1970-1974)
- Johnny McDiarmid - organo (1970-1974)
- Vince Marino - chitarra (1980-2000)
- Timm Biery - batteria (1982-2000)
- Keith Christopher - basso (1982-1990)
- Claudio Daniel Pesavento - tastiere (1982-1989)
- Dave Goode - batteria (2000-2004)

## Discografia

### Album in studio
- 1972 - Maxoom
- 1974 - Child of the Novelty
- 1975 - Strange Universe
- 1976 - Mahogany Rush IV
- 1977 - World Anthem
- 1979 - Tales of the Unexpected
- 1980 - What's Next
- 1981 - The Power of Rock and Roll
- 1982 - Juggernaut
- 1987 - Full Circle
- 1990 - From the Hip
- 2000 - Eye of the Storm

### Live
- 1978 - Live
- 1988 - Double Live
- 2004 - Real Live!

### Compilation
- 1997 - Dragonfly - The Best of Frank Marino & Mahogany Rush
- 1999 - Guitar Heroes Vol 4 - Frank Marino Stories of a Hero